# تاریکی نزدیک
تاریکی نزدیک (به انگلیسی: Near Dark) فیلمی محصول سال ۱۹۸۷ و به کارگردانی کاترین بیگلو است. در این فیلم بازیگرانی همچون ادریان کیوان پاسدار، جنی رایت، لانس هنریکسن، بیل پکستون، جنت گلدستاین، تیم تامرسون، تروی اوانز، کورنبرگ آرون براون، جیمز لوگرو، اس.ای گریفین، تریسا رندل ایفای نقش کرده‌اند.